# Egnatius (Romeinse dichter)
Egnatius was een Romeins dichter uit de 1e eeuw v.Chr., over wie nauwelijks iets bekend is. Macrobius, die twee kleine fragmenten van zijn werk heeft bewaard (Saturnalia VI, 5, 2 en 12), noemt hem als auteur van een De Rerum Natura en als voorganger van Vergilius.
- Gemeinsame Normdatei: 102392005
- Library of Congress Control Number: nr95020975
- Virtual International Authority File: 41730506